# Gombrowicz, o la seducción (Representado por sus discípulos)
Gombrowicz, o la seducción (Representado por sus discípulos) es una película de Argentina filmada en Eastmancolor dirigida por Alberto Fischerman sobre su propio guion escrito en colaboración con  Rodolfo Rabanal que se estrenó el 13 de octubre de 1986. Andrés Di Tella colaboró en la investigación y Silvio Giangrande en las esculturas. Tuvo el título alternativo de Witoldo. 

## Sinopsis
Evocación del escritor polaco Witold Gombrowicz (1904-1969) cuya obra más importante en Argentina la realizó entre 1939 y 1963.

## Producción
Rodolfo Rabanal cuenta que Rita Labrosse, la joven viuda de Gombrowicz, le había obsequiado los volúmenes del diario del escritor y la primera edición del libro Gombrowicz en la Argentina, una compilación de testimonios hechos por ella misma en Buenos Aires en 1979. Su lectura lo llevó a escribir unos artículos alrededor de la figura y la obra de Gombrowicz en el semanario El Periodista y con el tiempo imaginó escenas vivas, fílmicas, y  se largó con  Fischerman a construir un film posible. Descartada por falta de fondos la idea inicial de hacer una coproducción con algunos realizadores polacos (a lo grande, pero desde los bordes “inmaduros”: Polonia y Argentina), recurrieron al intimismo, la “espontaneidad”.  Hablaron con Javier Torre, que dirigía en aquellos años el Centro Cultural San Martín, quien consiguió una parte sustancial de la financiación, y Rabanal  empezó su trabajo de guionista.
Durante dos meses, con un cuaderno en la mano, escuchó las historias de los cuatro amigos:  sus ironías,  sus confesiones, sus celos; vio cómo imitaban al maestro, reproducían su voz, sus palabras, sus gestos, su manera de andar. Y cuatro o cinco meses después comenzaba la filmación, cuyas escenas centrales tuvieron lugar en un viejo salón de las abandonadas Tiendas San Miguel.

## Reparto
| Actor               | Personaje  |
| ------------------- | ---------- |
| Mariano Betelú      |            |
| Jorge Di Paola      |            |
| Juan Carlos Gómez   |            |
| Alejandro Russovich |            |
| Jorge Calvetti      | Él mismo   |
| Adolfo de Obieta    | Él mismo   |
| Alicia Giangrande   | Ella misma |
| Miguel Grinberg     | Él mismo   |
| Halina Grodzicka    | Ella misma |
| María Switczewska   | Ella misma |
| Néstor Tirri        | Él mismo   |
| Ezbieta Makuch      | Ella misma |
| Patricia Stok       | Ella misma |
| Malgorzata Makuch   |            |
| Dorota Tomaszewska  |            |
| Monika Tomaszewska  |            |

## Comentarios
Horacio Bernardez en Página 12 opinó:

«Para algunos es una de las mejores películas argentinas de los ‘80. Para otros, una de las mejores de los últimos veinte años. Y no faltan quienes creen, lisa y llanamente, que está entre lo mejor jamás filmado aquí. … Inevitablemente fragmentaria, dada la personalidad en fuga del propio Gombrowicz….Por un lado, se deja arrastrar por una deriva que en ocasiones la arrima al delirio (una amiga polaca del escritor, pía fabricante de iconos religiosos, narra el martirio vivido por un San Cayetano de plástico, al pasar por la fragua). Por otro…regresa a una escena central, suerte de sesión de espiritismo en la que cuatro discípulos argentinos del escritor polaco recuerdan anécdotas mínimas y máximas epifanías, mientras actúan una vez más sus propias internas, hechas de celos, neurosis y cariños. Pero la evocación de los discípulos está mediada por una ensayadísima representación, en la que la distancia irónica, los diálogos sobreescritos, sus propias mimesis del maestro y una deliberada teatralidad se imponen, difuminando para siempre todo límite entre verdad y fingimiento. En una época en la que la más vivificante producción del cine argentino explora territorios afines, Gombrowicz o la seducción aparece, hoy mismo, como una película más nueva que nunca. »

Claudio España en La Nación opinó:

« Gombowicz, evocado por Fischerman en la ironía de una mesa de café.»

El Heraldo del Cine escribió:

«La estructura experimental de este film…resulta de una gran originalidad expositiva e impide observarlo como un documental…pasajes profundamente conmodores en sus recreaciones reflexivas y cultas sobre experiencias de dolor, creación y soledad humanas.»

Manrupe y Portela escriben:

«Un ejemplo inusual de de aproximación a lo biográfico con buen nivel narrativo, y el afecto de gente que conoció y admiró al escritor.»